# Oboe
Die Oboe ([oˈboːə]) (veraltet auch Hoboe; beides Eindeutschungen von französisch hautbois) ist ein Holzblasinstrument mit Doppelrohrblatt und einer schwach konisch gebohrten Röhre. Das mit Klappen ausgestattete Instrument hat seinen Ursprung in der französischen Barockmusik des 17. Jahrhunderts und stellt eine Weiterentwicklung der mittelalterlichen Schalmei dar.

## Etymologie
Hautbois, der französische Name des Instruments, bedeutet so viel wie „hoch klingendes Holzinstrument“ (Kompositum aus haut, „hoch“ und bois, „Holz“) und ist als Bezeichnung für eine Art Schalmei bereits im 15. Jahrhundert belegt. Im deutschen Schrifttum der Barockzeit erscheint das Wort (nun als Bezeichnung der Barockoboe) zunächst in unveränderter Schreibung, also als Fremdwort (erstmals 1619 bei Michael Praetorius), ab 1750 dann vermehrt in der eingedeutschten Form Hoboe. Diese wurde ihrerseits im Lauf des 19. Jahrhunderts vom heute allgemein gebräuchlichen Namen Oboe verdrängt, der sich wohl durch den Einfluss des Italienischen erklärt (vgl. it. oboe, veraltet oboè, gleichfalls um 1700 aus dem Französischen entlehnt).

## Aufbau und Funktion

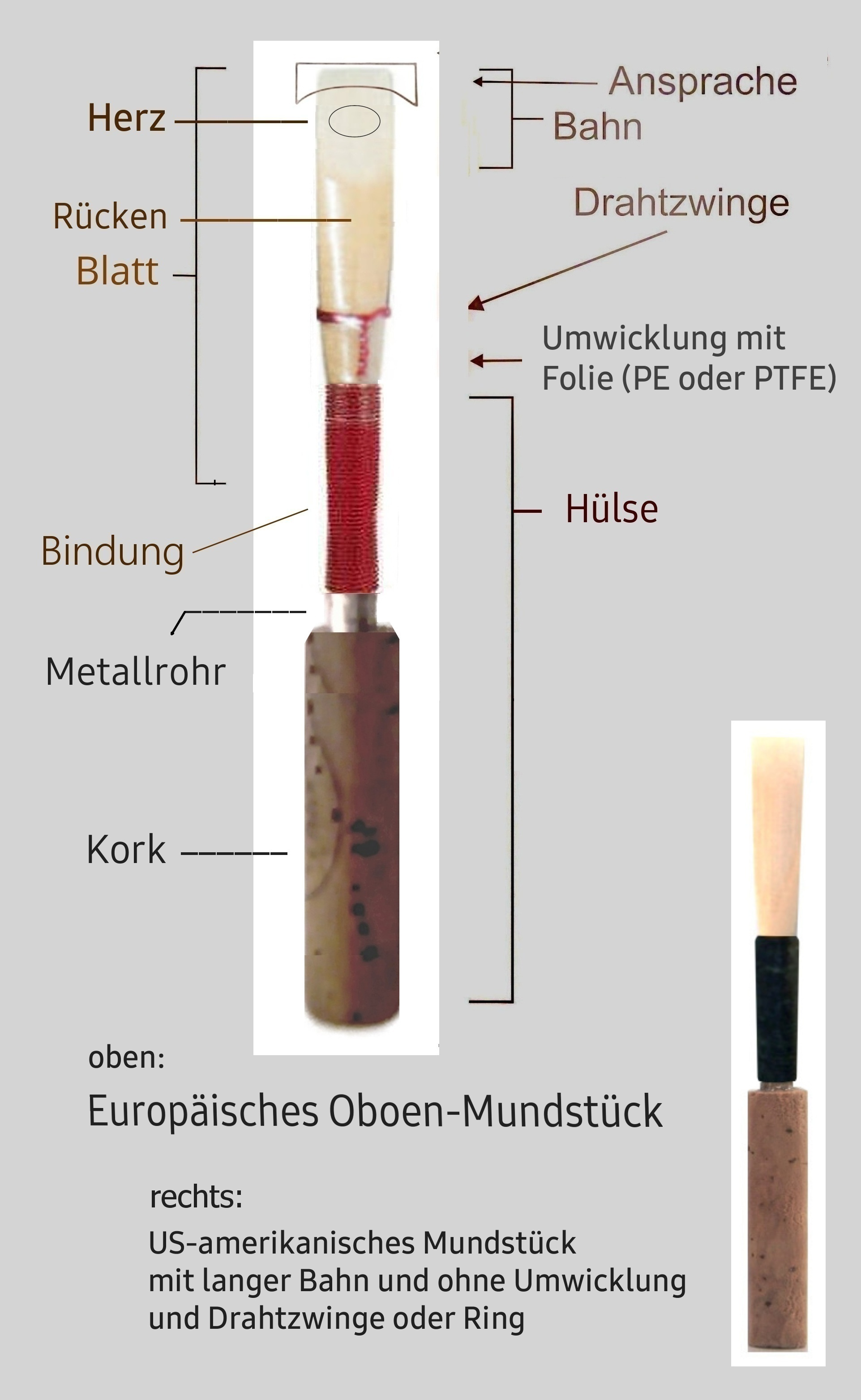
Mundstücke in europäischer und amerikanischer Bauweise

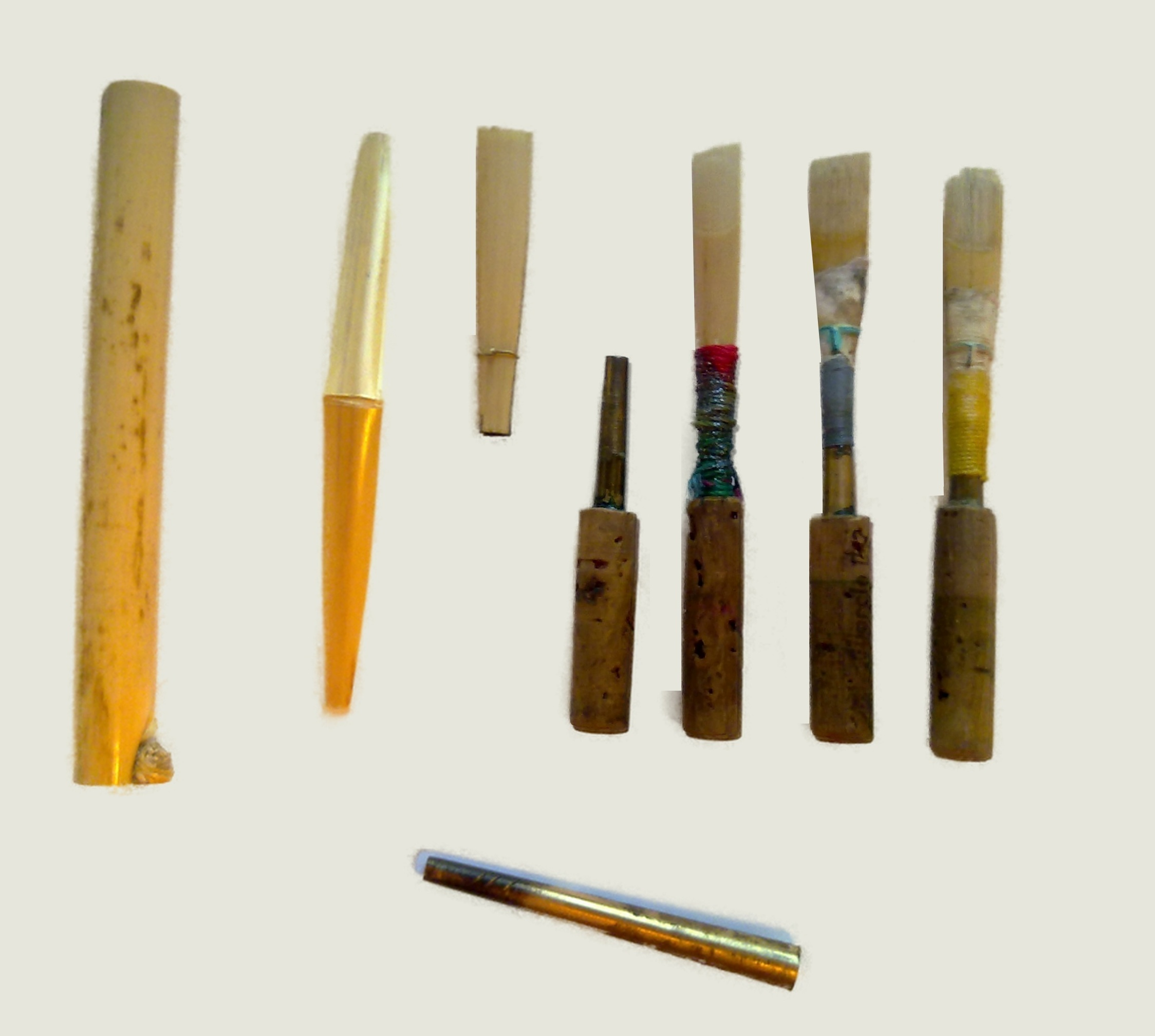
Mundstück in verschiedenen Zuständen: (v. l. n. r.) Pfahlrohr, Fasson, zusammengeklappte Fasson, Hülse, unfertig geschabtes Rohr, fertiges, benutztes Rohr, stark abgenutztes, zerstörtes Rohr. Unten: Hülse ohne den Kork, man erkennt die konische Form.

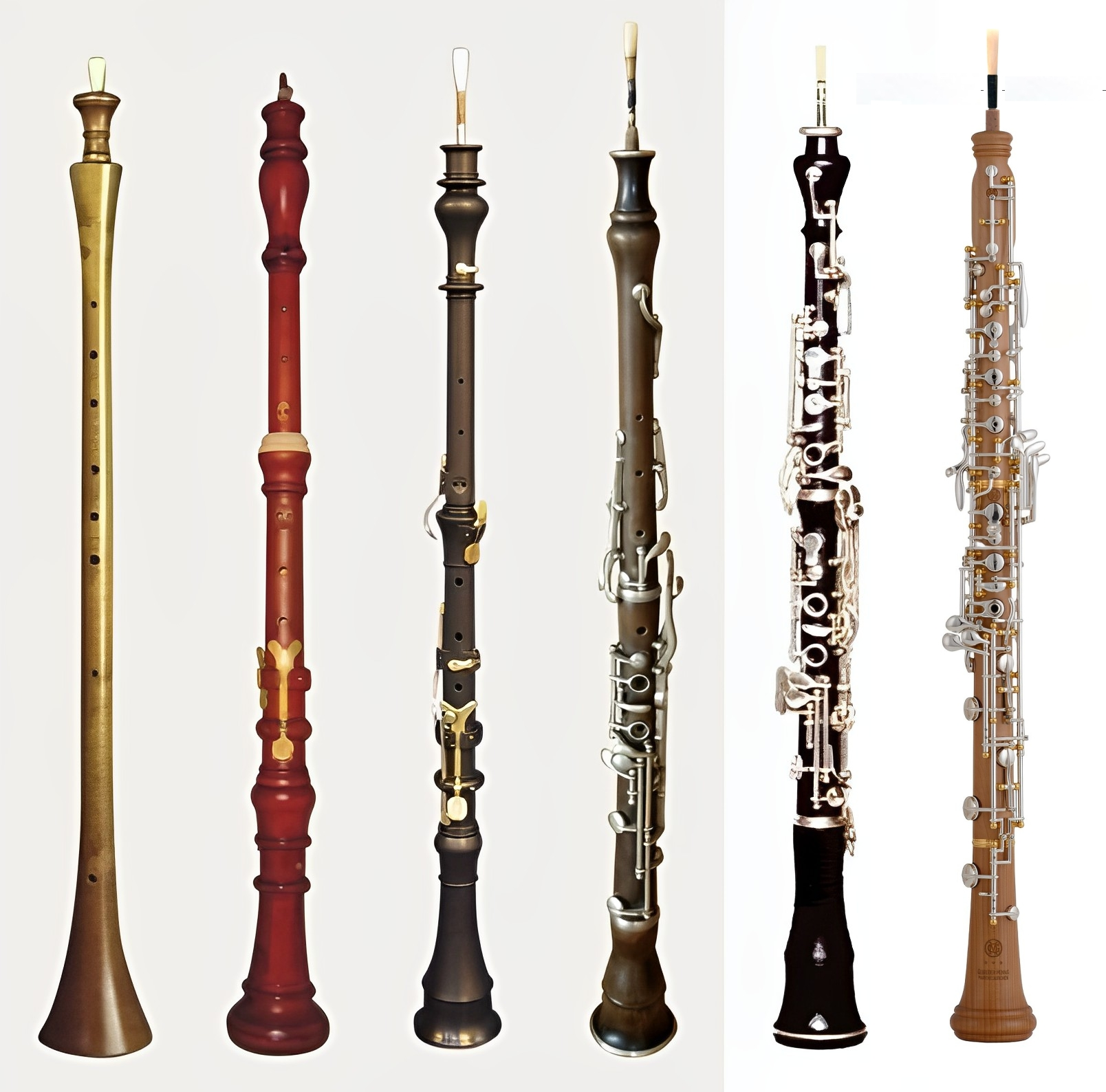
Renaissance-Oboe (Schalmei), Barock-Oboe (Kopie von Olivier Cottet des Originals von Stanesby), klassische Oboe Anfang 19. Jh. (Nachbau von Sand Dalton des Originals von Johann Friedrich Floth), Wiener Oboe Anfang 20. Jh., Wiener Oboe Ende 20. Jh. und moderne Oboe

### Teile der Oboe
Das etwa 65 Zentimeter lange Instrument hat wie das Saxophon einen konischen Klangkörper und überbläst in die Oktave. Der Korpus der Oboe ist dreiteilig und setzt sich aus Oberstück, Mittelstück und Becher (oder Fußstück) zusammen. Oberstück und Mittelstück haben an ihrem unteren Ende einen korkummantelten Zapfen, der in eine entsprechende Metallhülse am oberen Ende von Mittelstück bzw. Becher gesteckt wird. Zuletzt wird das Mundstück, von Oboisten meist schlicht Rohr genannt, oben in das Oberstück gesteckt. Sowohl für Korpus als auch für die Rohre gibt es eigene Etuis, in denen sie aufbewahrt und transportiert werden.

### Korpus
Oboen werden aus Grenadill-, Buchsbaum- oder Ebenholz gebaut, seltener sind Instrumente aus Rosenholz, Palisander, Cocobolo oder anderen exotischen Hartholzarten. Am oberen Ende des Mittelstückes ist auf der Rückseite der Daumenhalter angebracht, mit dessen Hilfe das Instrument gehalten wird.
Aufgrund der Klappenmechanik, die im Laufe ihrer Geschichte (um den steigenden Ansprüchen an Klang und Intonation gerecht zu werden) mit zunehmender Kompliziertheit dazu führte, dass auf immer engerem Raum – speziell am Oberstück – immer mehr Bohrungen und Metalleinsätze angebracht wurden, war das Holz deshalb immer größeren Belastungen ausgesetzt. Dies führte dazu, dass nach und nach auf immer härtere Holzarten zurückgegriffen wurde, die dieser Belastung standhalten können. Inzwischen gibt es auch recht erfolgreiche Versuche mit Kunststoff bzw. mit Kompositmaterialien (Holzabfälle und kohlenstofffaserverstärkter Kunststoff). Auch Oboen aus transparentem Acrylglas werden hergestellt. Die Ebonit- und Acrylglasoboen sind besonders gefragt für den Einsatz unter extremen Klimabedingungen, da dort das Holz leicht Gefahr läuft zu reißen.

### Mechanik
Die Oboe gilt als eines der im Aufbau kompliziertesten Blasinstrumente. Die Klappen und Böcke werden aus Neusilber oder ähnlichen leichtschwingenden Materialien geschmiedet und anschließend mit diversen Silber- und/oder Goldlegierungen überzogen. Die Anzahl der Klappen variiert von Modell zu Modell. Die Tonlöcher moderner Oboen werden durch Klappen verschlossen. Jede Klappe ist mit einem „Klappenpolster“ versehen, das das Tonloch abdeckt. Diese Polster bestehen entweder aus Fischhaut mit einer Füllung darin oder aus Kork und müssen vom Instrumentenbauer exakt eingepasst werden, damit sie luftdicht schließen. Auf der Unterseite jeder Klappe ist eine Stahlfeder eingehakt, die dafür sorgt, dass die Klappe von allein in die richtige Position zurückkehrt, sobald man die Klappe loslässt.
Die Klappen werden entweder direkt mit den Fingern oder mittels ausgeklügelter Hebelmechanik bedient. Direkt mit den Fingern verschlossene Klappen weisen dabei oft Löcher auf, die ein teilweises Verschließen des Tonloches erlauben. Bei der obersten dieser Klappen ist dies über eine spezielle Form der Klappe vorgesehen, dieses so genannte Halbloch wird bei einigen Tönen zur Oktavierung eingesetzt. Andere solcher Löcher werden mechanisch bei Druck anderer Klappen teilweise verschlossen.
Ringklappenoboen verfügen über Ringklappen, welche durch teilweises Verschließen ihrer großen Löcher mit dem Finger ein einfacheres Spiel von Glissandi und Mikrotönen erlauben (ohne Ringklappen lassen sie sich über den Ansatz, Mikrotöne auch über spezielle Griffe erreichen). Es existieren auch Oboen mit nur einzelnen Ringklappen.
Die Klappen- und Hebelmechanik ist recht kompliziert; es existiert eine Vielzahl an Querverbindungen zwischen den einzelnen Klappen, welche mithilfe kleiner Schrauben justiert und eingestellt werden.

### Bauformen

#### Französische Oboe
Es gibt sogenannte voll- und halbautomatische Oboen. Bei einer halbautomatischen ist für die erste und zweite Oktavklappe je ein Hebel zum Öffnen der Klappe vorhanden. Bei einer vollautomatischen Oboe existiert für beide Oktavklappen nur ein Hebel, der Wechsel geschieht hier zwischen den Tönen gis'' und a'' automatisch. Die vollautomatische Mechanik ist in Deutschland, Polen und in den Niederlanden besonders verbreitet, die halbautomatische in den USA und Frankreich.
Beide Bauweisen haben ihre Vor- und Nachteile. Mit halbautomatischen Oboen lassen sich vor allem im oberen Tonbereich von c''' aufwärts mehr alternative Griffe für die einzelnen Töne finden, die mehr verschiedene Klangfarben und ein differenzierteres Spiel ermöglichen. Auch bei halbautomatischen Oboen lassen sich die beiden Oktavklappen jedoch nicht unabhängig voneinander bedienen, der Hebel für die zweite Oktavklappe verschließt automatisch die erste. Die vollautomatische Oboe ist einfacher zu bedienen, da eine Klappe wegfällt, ist dafür aber reparaturanfälliger und kann bei modernen experimentellen Werken mitunter nicht oder nur erschwert eingesetzt werden. Unabhängig davon ist eine dritte Oktavklappe verbreitet, die sich durch einen weiteren Hebel bedienen lässt.
Je nach Modell existieren verschiedene Trillerklappen, welche eingesetzt werden, wenn in schnellen Tonverbindungen, insbesondere bei Trillern, ein hinreichend schneller Wechsel zwischen den zwei Griffen nicht möglich ist, etwa für die Verbindungen c''-d'', c''-cis'' und as'-b'. Klang und Höhe unterscheiden sich jedoch teils beträchtlich gegenüber den Standardgriffen. Davon unabhängig existieren für viele Töne alternative Griffweisen, die teilweise durch die Mechanik zum Verschluss derselben Klappen führen, andernfalls aber ebenfalls klangliche Unterschiede implizieren.

#### Wiener Oboe
Neben der auf der ganzen Welt verbreiteten Bauform der französischen Oboe existiert auch die Wiener Oboe, die fast ausschließlich in Wien gespielt wird, beispielsweise im Orchester der Wiener Philharmoniker. Sie ist etwas anders mensuriert, hat in der Tiefe einen etwas weicheren, in der oberen Lage engeren und spitzeren, obertonreicheren Klang. Sie reicht in der Tiefe in der Standardform bis zum kleinen h, mit einem besonderen Fußstück ist jedoch auch das kleine b spielbar. Die Wiener Oboe ist dem Barock-Instrument und der klassischen Oboe baulich, klanglich und in der Spieltechnik ähnlicher als die französische Oboe, da diese durch Innovationen französischer Instrumentenbauer wie Henri Brod oder Guillaume Triébert stärker verändert wurde. So verschwanden in französischen Modellen die Holzpflöcke der Klappenlager zugunsten solcher aus Metall und es wurden viele Klappen zur Erweiterung des Tonumfangs und alternativer Griffkombinationen hinzugefügt. Die Wiener Oboe wurde weniger stark verändert, das Oktavieren ist jedoch durch eine Oktavklappe wesentlich erleichtert worden. Die Klangfarbe der Wiener Oboe ändert sich zwischen piano und forte weniger stark. Die Wiener Schule der Oboenausbildung unterscheidet sich auch im Interpretationsstil (weniger Vibrato-Einsatz, deutlichere Phrasierung, kürzere Noten, weniger sanglich).

### Tonerzeugung
Die Tonerzeugung geschieht mit einem Doppelrohrblatt, das zwischen die nach innen gewölbten Lippen genommen wird und durch das mit hohem Druck hindurchgeblasen wird. Im Korpus der Oboe wird der Ton nach dem Prinzip der stehenden Welle in einem Instrumentenrohr erzeugt. Es bildet sich eine schwingende Luftsäule. Mit dem Öffnen und Schließen der Klappen wird die Länge der schwingenden Luftsäule und somit deren Wellenlänge verändert, der Ton wird höher oder tiefer.
Die Oboe verhält sich physikalisch wie ein beidseitig offenes Rohr. Das eine Rohrende wäre zwar eigentlich durch das Doppelrohrblatt geschlossen, aber die Konizität der Bohrung lässt es wie ein offenes Ende wirken – und hierin besteht auch der wesentliche Unterschied zur Klarinette, deren Bohrung zylindrisch ist. Im tiefen Register befindet sich daher bei der Oboe die Hälfte der Wellenlänge im Rohr, mit einem Druckknoten in der Mitte. Die Schwingung enthält gerade und ungerade Obertöne. Beim ersten Überblasen bildet sich im Rohr ein zweiter Druckknoten aus, die Luftsäule schwingt mit doppelter Frequenz. Die Oboe überbläst in die Oktave. Mehrfaches Überblasen ist möglich, wobei jeweils ein weiterer Druckknoten hinzu kommt und sich die Frequenz entsprechend vervielfacht.
Die physikalischen Eigenschaften der Oboe sind äußerst kompliziert und gegenwärtig noch nicht vollständig geklärt, da eine Vielzahl an Faktoren die Töne bzw. deren Qualität beeinflussen. Viele Klappen sind mit Hilfe von Stellschräubchen verstellbar und stehen zum Teil mit der Klangqualität und/oder Intonation anderer Töne im engen Zusammenhang. Beispielsweise kann die geringste Abweichung durch unsachgemäßes Einstellen der Klappe des c' dazu führen, dass Töne im höchsten Register zu rauschen beginnen oder sogar unspielbar werden. Neuerungen im Instrumentenbau zur Stabilisierung der Intonation oder komfortableren Spielbarkeit und Ansprache (was bedeutet, wie leicht der jeweilige Ton in Schwingung zu bringen ist) beruhen bis heute immer noch auf Versuchen, die je nach Ergebnis weiterentwickelt oder eben wieder verworfen werden.
In der Barockzeit hatte die Oboe einen Tonumfang von zwei Oktaven chromatischer Intervalle, vom c' bis zum c'''. Durch die noch fehlende Oktavklappe war eine besondere Überblastechnik für die zweite Oktave und von der unteren Oktave differierende Griffe notwendig, um eine korrekte Intonation zu erhalten.
Der Tonumfang der modernen Oboe beginnt meistens beim kleinen b, je nach Modell auch beim kleinen a oder beim kleinen h. Ab dem e''' variieren die verwendeten Griffe recht stark, Angaben über die übliche Obergrenze schwanken zwischen f''' und b''', höhere Töne sind jedoch möglich. Mit einer speziellen Ansatztechnik, der sogenannten Beißtechnik, bei welcher der Oboist die oberen und unteren Zähne auf die Grundlinie der Schabung des Mundstücks auflegt und somit einen viel kürzeren Teil des Rohres zum Schwingen bringt, sind noch höhere Töne, eventuell sogar bis zum a'''' spielbar, wie sie manchmal in zeitgenössischen Kompositionen gefordert werden.
Der Klang der Oboe ist ausdrucksstark und klingt je nach Bläserschule und regionaler Tradition von nasal-hell bis dunkel-samtig. Vom äußerst weichen Klangcharakter der Barockoboe entwickelte sich der Ton immer weiter zu dem genaueren Ton der modernen Oboe, die ein differenzierteres Spiel zulässt, da sie über mehr dynamische Möglichkeiten verfügt (besonders im leisen Bereich) und auch schnelles Staccato vereinfacht. Die Spielweise und somit der Klang der Oboe ist zwischen den einzelnen Schulen sehr unterschiedlich; so wird von manchen Oboisten wie zum Beispiel Albrecht Mayer oder François Leleux ein sehr samtig-weicher Ton gepflegt, während andere Oboisten wie zum Beispiel Heinz Holliger, Pierre Pierlot oder Burkhard Glaetzner die Oboe eher heller und nasaler spielen. Dabei ist die frühere, eher national begrenzte Aufteilung in einen voluminös-runden „deutschen“ Klang und einen engeren, dafür flexibleren „französischen“ Klang in den Hintergrund getreten.
Weil der Oboenton sehr ausgeprägte Obertöne hat (speziell den 3., 4. und 5.), ist sein Klang besonders deutlich hörbar. Daher hat es sich seit dem 19. Jahrhundert eingebürgert, dass einer der Oboisten vor Proben und Aufführungen den anderen Musikern den Ton a' zum Einstimmen angibt. Heute verwenden Oboisten zur genauen Kontrolle der Frequenz gerne ein elektronisches Stimmgerät. Die Oboe ist in Deutschland und Österreich in der Regel auf eine Stimmtonhöhe von a' = 442 Hz bis 444 Hz gestimmt, die Wiener Oboe von 443 Hz bis 446 Hz. In anderen Ländern sind auch andere Stimmhöhen zwischen 440 Hz und 444 Hz üblich (siehe auch Kammerton).

## Mundstück

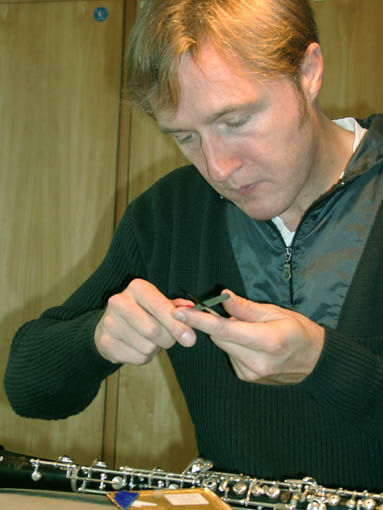
Der Oboist Albrecht Mayer arbeitet an einem Mundstück.

Das Mundstück der Oboe, kurz „Rohr“ genannt, wird vom Oboisten aus den Internodien des Pfahlrohrs (Arundo donax) gefertigt. Das Holz stammt aus der Region um Avignon (Südfrankreich) oder aus Kalifornien, wo es auf eigens für diesen Zweck betriebenen Plantagen angebaut wird. Die französischen Lagen bei Fréjus und Avignon haben besondere klimatische Bedingungen, die sich nirgendwo anders finden. Zum Beispiel scheinen die warme, trockene Luft der Sahara, die durch Südfrankreich fegt, sowie der Mistral-Wind dafür mitverantwortlich zu sein. Daher sind viele Versuche, das Holz anderswo anzubauen, gescheitert. Oboenrohre sind empfindlich gegenüber mechanischen Einwirkungen. Vor Gebrauch weicht der Oboist das Mundstück in Wasser ein, damit es biegsam und damit spielbar wird.
Die Klangqualität und Ansprache des Oboentons und damit das spielerische Niveau des Oboisten hängen in starker Weise von der Qualität des verwendeten Rohrholzes sowie der sorgfältigen Fertigung des Oboenrohrs ab. Oboisten verwenden daher viel Zeit und Sorgfalt auf den Bau ihrer eigens auf ihre persönliche Konstitution zugeschnittenen Rohre oder auf die Optimierung von gekauften Rohren.
Auch die Leichtigkeit, mit der das Instrument spielbar ist, hängt weitgehend vom Mundstück ab. Da das Oboenspiel durch den immer aufrechtzuhaltenden Lippendruck sehr anstrengend ist, können je nach Bedarf verschieden leichte Mundstücke angefertigt werden; sehr leicht spielbare Mundstücke haben jedoch, da sie sehr dünn sind, einen scharfen und nasalen Klang – das Bauen von Mundstücken ist also eine Gratwanderung zwischen Klangfülle und Spielbarkeit.
Das Mundstück besteht aus einer Hülse (ein am unteren Ende korkummanteltes konisches Metallröhrchen) und dem Holz, das auf diese Hülse aufgebunden wird. Spezielle Werkzeuge zum Bau der Mundstück sind verfügbar.
Es gibt verschiedene Schulen und dementsprechend verschiedene Bauweisen zur Herstellung von Oboenmundstücken:

### Die deutsche und europäische Bauweise
Das Mundstück wird bei Bedarf mit Goldschlägerhaut („Fischhaut“), Teflonband oder Bienenwachs abgedichtet, und es wird bei Bedarf eine Drahtzwinge zur Stabilisierung um das Rohr gedreht. Der Oboist schabt mit einem Schabemesser unter Zuhilfenahme einer Schabezunge den oberen Teil des Holzes, um den von ihm gewünschten Klang zu erhalten. Den geschabten Teil nennt man „Bahn“, und die obersten (und dünnsten) Millimeter des Mundstücks nennt man „Ansprache“. Die Länge der Schabung variiert zwischen 9 mm (Deutschland) und 14 mm (Niederlande).

### Tabuteau-Bauweise (amerikanische Bauweise)
Eine amerikanische Variante der Bauweise von Oboenmundstücken wurde durch Marcel Tabuteau, John De Lancie und seine Schüler entwickelt. Es wird auf Draht zwingend verzichtet. Ein gut geformtes Rohr braucht noch keine Abdichtung, da die beiden Rohrhälften durch Versatz von selbst abdichten, anderenfalls geschieht dies mittels Paraffin, Bienenwachs, Zigarettenpapier oder auch Goldschlägerhaut.
Wichtiger Unterschied ist die aufwendige Form des abgeschabten Blattes. Es wird ein „Herz“ mit einem „Halbmond“ nach vorne geformt. Hinter dem „Herz“ befindet sich in der Mitte die „Wirbelsäule“, die gerade unter der Schale liegt, und zu beiden Seiten die „Lungen“ für die Basstöne. Die Lungen werden manchmal asymmetrisch angelegt. Am Rand werden die „Rippen“ aus vollständiger Schale belassen und abklingend geformt. Die Klangschönheit ist eine Kombination der Qualität des Holzes und vor allem durch das Herz bestimmt; die Intonation in mittlerer und besonders höherer Lage wird bestimmt durch die absolute und relative Länge der Spitze in Verhältnis zu anderen Bereichen, während die Stützkraft und tiefe Lage besonders den Lungen und einem Versatz in der Schabung zugeordnet werden können. Diese Rohre sind auf Lorée- und andere französische Oboen abgestimmt.

## Atemtechnik
Bei der Atemtechnik nimmt die Oboe unter allen Blasinstrumenten eine Sonderstellung ein. Mit keinem anderen Blasinstrument lassen sich mit einem einzigen Atemzug dermaßen lange Soli spielen wie mit der Oboe. Der Grund liegt in der Beschaffenheit des Mundstückes. Um das kleine Doppelrohrblatt zum Schwingen zu bringen, benötigt es großen Druck. Gleichzeitig ist die Distanz der beiden gegeneinander schlagenden Blätter winzig, sie liegen nur etwa einen Millimeter auseinander, deshalb verbraucht man kaum Luft und braucht eine präzise Atemtechnik. Die Lungen werden beim Spiel kaum geleert, sodass das Volumen beim Spiel meist durchgängig oberhalb des am Ende des normalen Ausatmens erreichten Volumens verbleibt. Vor dem Einatmen muss in der Regel ein Ausatmen erfolgen, etwa in derselben Atempause oder kurz zuvor, um den Kohlenstoffdioxidgehalt niedrig zu halten.

## Schwierigkeit und Gerüchte über Nebenwirkungen
Es ist eine weit verbreitete Vorstellung, dass die Oboe besonders schwer zu spielen sei. Etwa führte das Guinness-Buch der Rekorde von 1989 die Oboe als neben dem Horn schwierigstes Instrument auf. Dies hat verschiedene Gründe:
- Ein Grund könnte in der Geschichte begründet liegen. Nach der Klassik führte die Oboe ein „Schattendasein“, ihr Klang war für solistische Werke einfach nicht gefragt. Es wurde nur dann ein Konzert geschrieben, wenn ein Oboist das Glück hatte, einen Komponisten besser zu kennen (sowohl das Konzert von Richard Strauss als auch das von Bohuslav Martinů entstanden auf diese Weise). Dementsprechend stagnierte die Entwicklung dieses Instrumentes wegen der zu geringen Nachfrage, sie war sperrig zu spielen (unter Bläsern wird dieser Umstand mit „viel Widerstand“ bezeichnet), es wurden die Rohre „irgendwie“ gefertigt, Klang und Spielbarkeit waren dementsprechend. Unter diesen Umständen konnten sich nur die allerwenigsten dazu aufraffen, Oboe zu lernen. In der Provinz starb die Oboe beinahe aus, ihr Part wurde in regionalen Formationen von Klarinette oder Sopransaxofon übernommen. Erst der Oboist Heinz Holliger konnte mit seinem virtuosen Spiel in der zweiten Hälfte des 20. Jahrhunderts für die Oboe eine Renaissance einläuten, und das Instrument gewann wieder an Popularität und kann heutzutage an den meisten Musikschulen gelernt werden. Obwohl der heutige Instrumenten- und Rohrbau mit damaligen Verhältnissen absolut nicht mehr zu vergleichen ist, behielt die Oboe ihren Ruf, schwierig zu sein.
- Wie in den Abschnitten „Tonerzeugung“ und „Mechanik“ nachzulesen, besitzt die Oboe einen komplizierten Aufbau. Sollte ein Ton nicht ansprechen, kann das viele verschiedene Gründe haben. Es könnte am Rohr liegen, oder aber man „beißt“ schlichtweg zu viel und „zwickt“ damit den Ton ab. Es könnte aber auch eine Verunreinigung im Tonloch schuld sein, es könnte sich schlicht Wasser darin angesammelt haben. Etwas hat sich vielleicht in der Bohrung verfangen, ein Riss hat sich gebildet oder aber die Einstellung einer Schraube hat sich verändert, sodass eine Klappe nicht mehr dicht ist etc.
- Ein weiterer Grund ist im Abschnitt „Atemtechnik“ nachzulesen.

Es existiert auch ein verbreitetes Gerücht, dass das Spielen der Oboe durch den „Druck im Kopf“ „verrückt“ oder dumm mache. Es gibt hierfür keine wissenschaftlichen Belege. Allerdings haben Oboisten insbesondere als Anfänger mitunter durchaus mit der Atemtechnik zu kämpfen. Eine Untersuchung von 1999 zeigte in der Tat, dass der in der Spitze erreichte Druck im Mund bei Oboisten wesentlich höher als bei Klarinettisten, Saxophonisten oder Fagottisten ist. Ebenso geht das Gerücht, Oboe-Spielen sei mit einem erhöhten Risiko für einen Schlaganfall verbunden.

## Geschichte
Die früheste Abbildung eines Oboenvorläufers stammt aus dem Jahre 3000 v. Chr.
Schon während der Antike gab es oboenähnliche Instrumente wie den griechischen Aulos oder die römische Tibia.
Die Bibel erwähnt ein offenbar oboenartiges Instrument namens Chalil. Dieses wurde im Tempel eingesetzt und den Überlieferungen nach in ganz Jerusalem gehört. Die Psalmen fordern auf, Gott mit dem Chalil zu loben.
Im Mittelalter gab es verschiedene Formen von konischen Doppelrohrblattinstrumenten wie den Pommer oder die Schalmei. Aus letzterer entstand um 1660 durch den Instrumentenbauer Jean de Hotteterre (im Auftrag von Jean-Baptiste Lully) die Oboe (Barockoboe). Die erste verzeichnete Verwendung der Oboe ist in der Oper Pomone (1671) von Robert Cambert zu finden. Die Barockoboe hatte sieben Grifflöcher und (bis 1780) zwei Klappen.
Im Laufe der Zeit wurde die Oboe von Holzblasinstrumentenbauern weiterentwickelt. Mit Jakob Friedrich Grundmann kam eine dritte Klappe hinzu. Im 18. Jahrhundert gab es zwei Hauptformen, die Oboe piccola (die heute gebräuchliche Form) und die Oboe bassa (Grand Hautbois), die etwas größer und eine Terz tiefer (in A) stehend war. Die Oboen wurden vor allem im 19. Jahrhundert durch französische Instrumentenbauer zu den heutigen Modellen umgebaut, mit engerer Mensurierung (französische Bohrung) und einer ausgefeilten Mechanik.
2017 erklärten die Landesmusikräte Schleswig-Holstein, Baden-Württemberg, Berlin, Brandenburg und Bremen die Oboe zum Instrument des Jahres.

## Oboeninstrumente

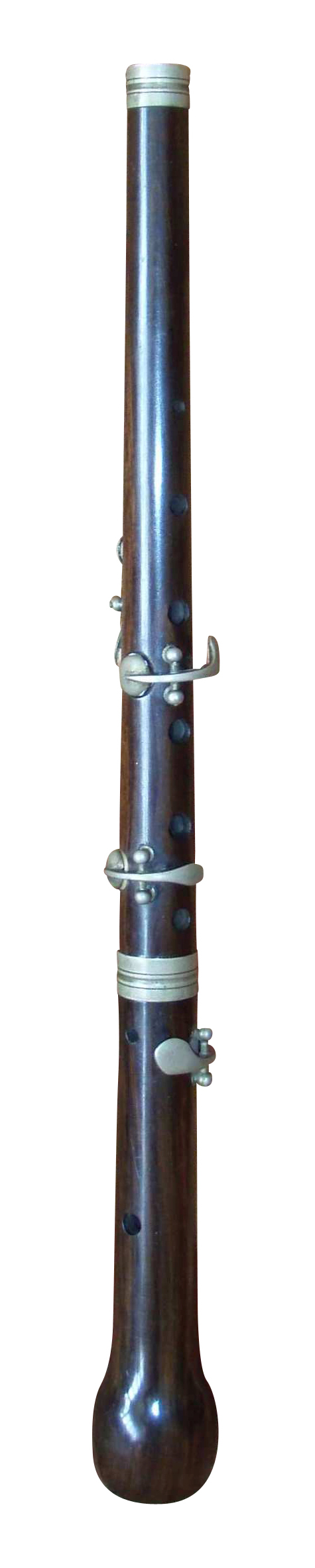
Oboe (Musette), 19. Jahrhundert

Es gibt verschiedene Arten von Oboen. In Europa sind insbesondere bekannt:
- Oboe
- Oboe d’amore (Altoboe mit „Liebesfuß“, einem kugel- oder birnenförmigen Schallbecher[12])
- Englischhorn (mit Schallbecher wie bei der Oboe d’amore)
- Oboe da caccia
- Musette
- Baritonoboe, Heckelphon
- Barockoboe

Die Oboe d’amore, in a stehend, klingt eine kleine Terz tiefer als die Oboe. Das Englischhorn steht in f und klingt eine Quinte tiefer. Vorgängerinstrument des Englischhorns in gleicher Stimmlage war die Oboe da caccia. Noch tiefer (eine Oktave unterhalb der Oboe) klingen Heckelphon und Baritonoboe (auch Bassoboe), beide sind in c gestimmt, haben jedoch unterschiedliche Mensuren. Die Musette (in f) ist eine Quarte höher als die Oboe gestimmt.
Für den Bedingungen der Barockzeit möglichst ähnliche Aufführungen werden vermehrt auch Instrumente des damaligen Entwicklungsstandes, sogenannte Barockoboen, nachgebaut. Diese besitzen nur eine bis drei Klappen und haben durch das ein wenig breitere Mundstück und durch die engere Mensur einen dunkleren, aber leiseren Klang als die modernen, klassischen Oboen.
Als Doppelrohrblattinstrument in Bass-Lage ist im Sinfonieorchester das Fagott etabliert, in noch tieferer Lage das Kontrafagott, die nicht zu den Oboeninstrumenten gezählt werden.

## Verwendung in der Musik

### Solistisch
Seit der Barockzeit ist die Oboe ein beliebtes Soloinstrument, viele Komponisten schätzten sie in der Ausdruckskraft als der menschlichen Stimme am ähnlichsten. Johann Sebastian Bach setzte sie in seinen Kantaten und Passionen regelmäßig als Begleitinstrument zur Darstellung unterschiedlicher Affekte (oftmals Leid oder Trauer, aber es finden sich auch genügend Beispiele für pastorale oder freudige Empfindungen) ein. Zudem führt Bach in seinem Werkverzeichnis vier Oboenkonzerte auf.
Ein bedeutender Komponist für Oboe im 18. Jahrhundert war Georg Philipp Telemann, von dem allein neun Oboenkonzerte erhalten blieben, hinzu kommen drei Konzerte für Oboe d’amore. Eines der ersten Werke, die er in seinem Verlag publizierte, war die Kleine Cammer-Music, sechs Partiten „besonders […] vor die Hautbois“ von 1716. Diese Partiten sind außerdem Oboisten gewidmet.
So war in der Barockzeit auch die Sonate für Oboe und Generalbass eine beliebte Form, und später trat die Oboe als kammermusikalisches Soloinstrument unter anderem in den Drei Romanzen von Robert Schumann und in den Sonaten für Oboe und Klavier von Camille Saint-Saëns oder Paul Hindemith auf. Erwähnenswert sind auch die Sonate für Oboe und Klavier von Francis Poulenc sowie die Werke für Oboe und Klavier von Benjamin Britten.
Zu den bekannten Oboenkonzerten zählen:
- J. S. Bach: BWV 1053 und 1055 (beide für Oboe d’amore), BWV 1056 (Oboe), BWV 1060 (Oboe und Violine)
- Alessandro Marcello: Konzert für Oboe und Orchester d-Moll
- Wolfgang Amadeus Mozart: Konzert für Oboe und Orchester C-Dur KV 314
- Joseph Haydn: Konzert für Oboe und Orchester C-Dur Hob VIIg:C1 (Urheberschaft Haydns zweifelhaft)
- Vincenzo Bellini: Konzert für Oboe und Orchester Es-Dur
- R. Vaughan Williams: Konzert für Oboe und Streicher a-Moll (1944)
- R. Strauss: Konzert für Oboe und kleines Orchester D-Dur
- B. Martinů: Konzert für Oboe und kleines Orchester (1955)
- Frigyes Hidas: Konzert für Oboe und Orchester (1952)
- Bruno Maderna Konzert für Oboe und Kammerensemble (= 1. Oboenkonzert; 1962); 2. Oboenkonzert (1967); 3. Oboenkonzert (1973)

Weitere Komponisten, die Beiträge zu dieser Gattung geleistet haben, sind Georg Friedrich Händel, Tomaso Albinoni und Antonio Vivaldi.
Von Ludwig van Beethovens Konzert für Oboe und Orchester F-Dur Hess 12 sind die Satzanfänge („Incipits“) aus dem Werkverzeichnis von Beethovens Privatsekretär Schindler in einer Abschrift von Anton Diabelli von 1840 erhalten. Vom zweiten Satz wurde 1960 eine Skizze aus Beethovens Skizzenbuch mit Oboenstimme und Teilen der Begleitung gefunden, er wurde von Cees Nieuwenhuizen und Jos van der Zanden rekonstruiert und 2003 erstmals aufgeführt.
Das von Frigyes Hidas als Diplomarbeit geschriebene Oboenkonzert stieß von Anfang an auf Begeisterung und ist heute das meistgespielte ungarische Oboenkonzert.
Der amerikanische Komponist John Corigliano weist in seinem Oboenkonzert auf einige ungewöhnliche, aber typische Eigenarten der Oboe hin: so beginnt der erste Satz, Tuning Game, mit einem auskomponierten Einstimmen des Orchesters durch die Solooboe, die diese Stimmung dann verändert. Im letzten Satz, Rheita Dance, imitiert der Oboist eine arabische Oboe (Rhaita), indem er das Rohrblatt weiter in den Mund nimmt, wodurch ein schärferer Klang entsteht.
Ab dem 20. Jahrhundert entstanden viele Werke für Oboe ohne Begleitung. Erwähnenswert sind die Sechs Metamorphosen nach Ovid von Benjamin Britten, die Sonatina von Ernst Krenek, Monodies von Charles Koechlin, die Elegie von Dietrich Erdmann, Piri von Isang Yun, Solo für Oboe von Aribert Reimann, Sequenza VII von Luciano Berio, sowie zahlreiche Studien Heinz Holligers.

### Kammermusik
Aus der Barockzeit sind zahlreiche Triosonaten für zwei Oboen und Basso continuo erhalten.
In der Holzbläser-Kammermusik spielt die Oboe im Bläserquintett und in der Harmoniemusik (Bläseroktett, meist je zwei Oboen, Klarinetten, Fagotte und Hörner) eine wichtige Rolle. Zur Zeit Mozarts wurden zahlreiche Opern und andere Werke auf „Harmonie gesetzt“. Weniger bekannt sind Oboentrio (3 Oboen oder 2 Oboen und Englischhorn) oder Rohrblatttrio (Trio d’Anches, mit Oboe, Klarinette und Fagott). Weitere wichtige Stücke in anderen Besetzungen gibt es von Francis Poulenc, Jean Françaix, Heitor Villa-Lobos, Bohuslav Martinů oder André Jolivet.
Das Oboenquartett (mit Streichtrio) KV 370 von Mozart ist das bekannteste Kammermusikwerk für Oboe mit Streichern, in seiner Tradition stehen einige andere Werke dieser Besetzung. Ein weiteres schönes Beispiel für gemischte Kammermusik mit Oboe ist das Nonett von Louis Spohr.

### Orchester

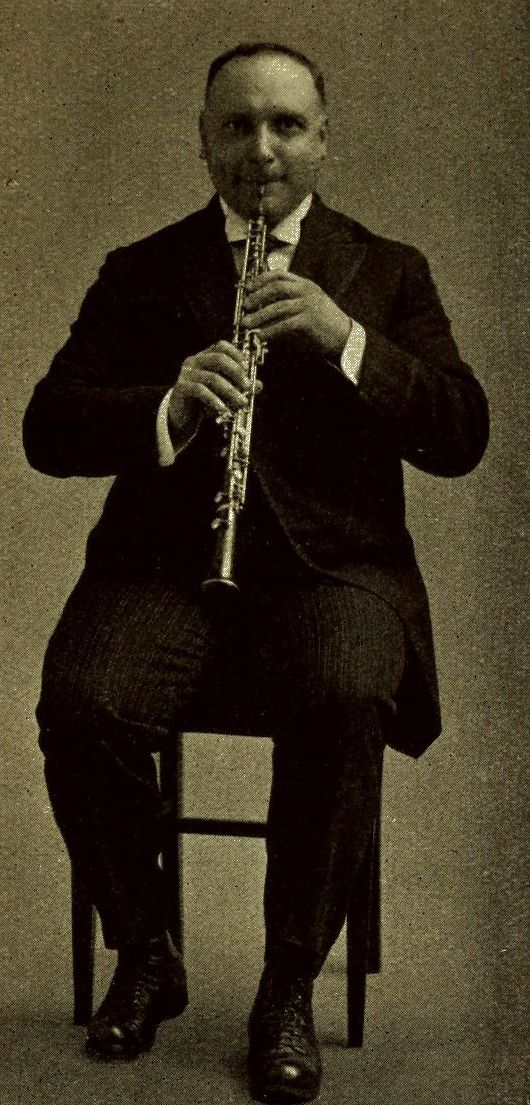
Oboist der New Yorker Philharmoniker (1917).

Seit der Barockzeit besitzt die Oboe einen festen Platz im Orchester und ist somit neben Flöte und Fagott die erste Vertreterin der Holzblasinstrumente. In den sehr variablen Besetzungen der Barockzeit findet man in Deutschland (zum Beispiel Bachs Orchestersuiten) meist zwei Oboen, im französischen Stil oft drei, die häufig mehrfach besetzt wurden (Am französischen Hof entstanden zeitgleich mit den „violons du Roi“ auch die ebenso privilegierte Gruppe der „hautbois du Roi“). Seit der Mannheimer Orchesternorm gibt es zwei Oboenstimmen (1. und 2. Oboe), besonders in der Romantik jedoch auch drei und vier (vgl. Gustav Mahler, Richard Strauss) und/oder eine Englischhornstimme. Gelegentlich (selten) werden Oboenstimmen verdoppelt.
Große Oboensoli in der Orchesterliteratur findet man bei allen Komponisten, meistens für lyrische, getragenere Melodien. Erwähnenswert sind neben den erwähnten Werken von Bach zum Beispiel der Trauermarsch in Beethovens 3. Sinfonie, das Thema im langsamen Satz der großen C-Dur-Sinfonie von Schubert, das Thema im langsamen Satz im Violinkonzert von Brahms oder das Andante aus der 4. Sinfonie von Pjotr Iljitsch Tschaikowski. In schnellen Passagen, vor allem im Staccato kann die Oboe auch einen komischen Effekt erzeugen, wie bei vielen Stellen in Wagner-Opern, Alban Bergs Wozzeck oder auch gemeinsam mit Flöte und Piccoloflöte im Kükenballett von Modest Mussorgskis Bilder einer Ausstellung (Ravel-Orchestrierung).

### Jazz
Auch außerhalb ihres klassischen Einsatzbereiches wird die Oboe verwendet. Zu erwähnen ist der französische Oboist Jean-Luc Fillon, welcher der improvisierten Jazz-Musik durch die Verwendung von Oboe und Englischhorn in seinen Stücken neue Impulse gab und unbekannte Klanghorizonte eröffnete. Auch der Saxophonist Yusef Lateef verwendet öfter die Oboe, die er gerne nach Art der arabischen Rhaita, also mit dem Rohr weiter im Mund spielt, was einen scharfen, schalmeiartigen Ton erzeugt.
Ein weiterer bekannter Oboist der Jazzszene ist Paul McCandless von der Gruppe Oregon. Er spielt eine durch Tabuteau-Technik verfeinerte Lorée, sowie Englischhorn und Heckelphon.

### Rock- und Popmusik
Auch in der Rockmusik wurde die Oboe als Instrument gelegentlich eingesetzt. Schon in den 1960er Jahren nutzte der Liedermacher Donovan die Oboe als stilprägendes Element, etwa in Jennifer Juniper (1968). Peter Gabriel verwendete in den 70ern auf verschiedenen Platten von Genesis (Nursery Cryme 1971, Foxtrot 1972, Selling England By The Pound 1973, The Lamb Lies Down on Broadway 1974) die Oboe als markant klingendes Holzblasinstrument zur klanglichen Ergänzung des mitunter filigranen und sehr nuancenreichen Musikstils der Gruppe. Auch Roxy Music hat die Oboe seit den Anfängen regelmäßig eingesetzt. In der Popmusik ist die Oboe u. a. bei Art Garfunkel (im Lied Bright Eyes, 1979, Komp. Mike Batt) und bei Tanita Tikaram (im Lied Twist in My Sobriety, 1988) zu hören. Im letzten Drittel der Klavier-Ballade Nightswimming (1993) von R.E.M. spielt eine Oboe ein kurzes Solo und begleitet das Outro des Liedes. Die französische Metal-Band Penumbra verwendet ebenfalls eine Oboe als charakteristisches Merkmal, wie auch die Pagan-Metal-Band Finsterforst in ihrem Album Weltenkraft (2007).

### Militärmusik
Die Oboe war lange Zeit führendes Instrument der Militärmusik. Daraus hat sich bis Anfang des 20. Jahrhunderts der Unteroffiziersrang Hautboist bzw. Stabsoboist als Leiter eines Musikkorps erhalten.

## Erweiterte Techniken
Insbesondere in der neuen Musik finden einige Extended techniques auf der Oboe Verwendung, dazu zählen:
- Durch Überblasen erzeugte Flageoletttöne.
- Multiphonics, die durch bestimmte Griffe, die nicht unbedingt üblichen Tönen entsprechen, sowie passenden Ansatz und passendes Anblasen erzeugt werden.
- Kontakt der Zähne mit dem Mundstück zur Erzeugung besonders hoher Töne.
- Verstopfen des Schallbechers zur Dämpfung des Klangs.
- Verwendung der Klappen als Percussioninstrument.
- Spiel ohne Mundstück. Eine Geräuscherzeugung kann durch bloßes Hindurchblasen oder mit Hilfe der Stimme erfolgen. Die Oboe kann ohne Mundstück durch Spiel mit den Lippen auch als Blechblasinstrument eingesetzt werden.

## Pädagogik
Bis in die 1970er Jahre wurde Kindern mit noch nicht ausgereiften Lungen abgeraten, Oboe zu erlernen. Durch die Wiederentdeckung der Barockoboe mit ihren leichter anzublasenden Rohren hat sich dies geändert. So können heute Kinder bereits im Alter von sieben bis zehn Jahren mit dem Oboenunterricht beginnen. Hierzu stehen Oboen speziell für Kinder (mit vereinfachter Mechanik oder ohne Klappen, zum Teil auch in hoch f) zur Verfügung. Unterrichtet wird das Instrument an den meisten Jugendmusikschulen sowie bei Privatmusiklehrern. Besonders förderlich und motivierend ist das frühe Ensemblespiel, zum Beispiel in kleinen Kammermusikgruppen, im Blasorchester oder klassischen Symphonieorchester.
Oboenschulen schrieben u. a. Apollon Barret, Joseph Sellner, Francois Joseph Garnier, Gustav Adolf Hinke.

## Bekannte Hersteller
Wichtige Oboenhersteller sind Marigaux und Rigoutat. Ihre Oboen unterscheiden sich vor allem in der Klangfarbe; die Oboen von Marigaux (gespielt von François Leleux und Lajos Lencses) klingen allgemein weicher und samtiger, während eine Rigoutat (gespielt von Heinz Holliger) direkter und nasaler klingt, wodurch sie sich vor allem für Neue Musik eignet. Weitere wichtige Oboenhersteller sind Lorée, Buffet Crampon, Gustav Mollenhauer & Söhne, Mönnig (gespielt von Albrecht Mayer) und Dupin (gespielt von Christoph Hartmann).
- Deutschland: Ludwig Frank, Püchner, Mönnig, Adler, Sonora, Guntram Wolf
- Frankreich: Marigaux, Buffet Crampon, Noblet, Fossati, Lorée-DeGourdon, Rigoutat, Strasser, Cabart, Guy Dupin
- Großbritannien: Howarth
- Italien: Patricola, Bulgheroni, Incagnoli
- Japan: Yamaha, Josef
- Luxemburg: Roland Dupin
- Österreich: Zuleger, Stecher (Wiener Oboe)
- USA: Fox, Selmer

## Bekannte Oboisten
Bekannte Oboisten des Barock waren vor allem Giuseppe Sammartini und Nicolas Chédeville, die auch beide Kompositionen für das Instrument verfassten. Zur Zeit der Klassik lebten die berühmten Oboisten Ludwig August Lebrun, der auch als Komponist tätig war und einige Konzerte für sein Instrument verfasst hat, und Giuseppe Ferlendis, dem das Oboenkonzert von Wolfgang Amadeus Mozart gewidmet ist. Berühmtester Oboist der Romantik war sicherlich Antonio Pasculli, ein sizilianischer Oboenvirtuose, der virtuose Oboenkonzerte über bekannte Opernthemen schrieb und dadurch technisch neue Maßstäbe des Oboenspiels setzte.
Bekannte Oboisten der ersten Hälfte des 20. Jahrhunderts waren Pierre Pierlot und vor allem Léon Goossens, dem die Oboenkonzerte von Ralph Vaughan Williams, Cyril Scott und Eugène Goossens gewidmet sind.
Bekannte zeitgenössische Oboisten sind Albrecht Mayer und Hansjörg Schellenberger (beide waren bzw. sind Mitglieder der Berliner Philharmoniker), François Leleux, Thomas Indermühle, Emanuel Abbühl, Burkhard Glaetzner, Lajos Lencses, Ingo Goritzki, Günther Passin und Heinz Holliger, der sich neben der Wiederentdeckung von Komponisten wie zum Beispiel Jan Dismas Zelenka und Johann Gottlieb Graun besonders für die Avantgarde einsetzt und dem Werke vieler bedeutender zeitgenössischer Komponisten wie Luciano Berio und Isang Yun gewidmet sind.